# Daily Sabah
Daily Sabah (lit. « le matin quotidien ») est un quotidien progouvernemental turc publié en Turquie. Disponible en anglais, allemand, arabe et russe et appartenant à Turkuvaz Media Group, le Daily Sabah a publié son premier numéro le 24 février 2014,. Le rédacteur en chef est Serdar Karagöz. 
Le Daily Sabah a souvent été qualifié de média de propagande pour le gouvernement turc et le parti au pouvoir, le Parti de la justice et du développement (AKP),,,,. Il appartient à un ami du président Erdoğan.

## Histoire
Le Daily Sabah a été créé en 2014 lorsqu'un climat politique très antagoniste régnait dans la politique turque. Après le conflit, en décembre 2013, entre le mouvement Gulen, une organisation religieuse de la société civile ayant certaines aspirations politiques, et le Parti Justice et Développement (AKP), alors au pouvoir. Le Today's Zaman mouvement Gulen devient hostile et un ardent critique de l'AKP au pouvoir. Afin d'équilibrer le discours critique contre l'AKP par le Today's Zaman et l'Hürriyet Daily News, un critique laïque de l'AKP, le Daily Sabah est créé afin de soutenir la vision de l'AKP sur la scène anglosaxone.

## Politique éditoriale et points de vue
Daily Sabah se décrit comme "attaché à la démocratie, à l'état de droit, aux droits de l'homme et à la liberté". Malgré cette description officielle, Daily Sabah est un porte-parole de l'AKP  et plus encore un soutien pour les positions de Recep Tayyip Erdoğan, le président de la Turquie et un défenseur de l'islamisme. 
Selon le journal allemand Spiegel Online, le Daily Sabah est très critique à l'égard du mouvement Gulen, que le gouvernement AKP accuse d'avoir tenté de renverser le gouvernement lors d'une tentative de coup d'État en 2016. Le quotidien Sabah a été décrit comme utilisant une propagande transparente et mal formée, une propagande de style turc pour faire avancer la version des événements selon la vision souhaitée par le gouvernement AKP.  

## Critique

### Liberté d'expression
En mars 2017, un membre néerlandais du Parlement européen a qualifié le Daily Sabah de "presse haineuse" et a tenté d'interdire la distribution du Daily Sabah lors des sessions parlementaires. Alors que le Parlement européen a dénoncé le manque de liberté d'expression en Turquie, le Daily Sabah défend un bilan idéalisé du gouvernement AKP en matière de droits de l'homme. Le quotidien Sabah a déclaré que la décision d'interdire sa distribution était une violation des libertés de la presse et de la liberté d'expression. Pendant ce temps, le ministre des Affaires européennes de la Turquie, Ömer Çelik, a déclaré : « L'interdiction de la liberté de la presse par le Parlement européen est un événement tragique pour l'avenir de l'Europe. »,,,,,.

## Chroniqueurs
- Ilnur Cevik
- Ibrahim Kalin
- Cemil Ertem
- Burhanettin Duran
- Hatem Bazian
- Ozan Ceyhun
- Merve Şebnem Oruç
- Melih Altınok
- Nagehan Alçı
- Hakkı Öcal
- Yahya Bostan